# 麻标语
麻标语是一种未分类的苗语，分布在老街省文盘县西部南扯社南都上村。2009年一个法国语言学团队在MICA研究所的“Au Co”计划下完成了对麻标语的首次描写。

Geneviève Caelen-Haumont报告截止2011年有237名使用者。她注意到麻标语与越南其他邻接苗语差别很大。
Ly Van Tu & Vittrant (2014)暂时将麻标语归为贵阳苗语方言。